# Edmondo di Canterbury
Edmondo di Canterbury, o di Abingdon, detto anche Edmondo Rich (Abingdon-on-Thames, 20 novembre 1170 – Soisy-Bouy, 16 novembre 1240), fu il 13º arcivescovo di Canterbury (1233 - 1240) e poi monaco cistercense in Francia.
Rich era un soprannome dato in genere al suo ricco padre ma non fu mai usato per Edmondo e i suoi fratelli durante la loro vita.

## Biografia

### Gioventù e studi
L'anno di nascita di Edmondo di Canterbury è in realtà incerto: sta fra il 1170 ed il 1175, la città è ad Abingdon-on-Thames e il giorno è il 20 novembre
Edmondo venne educato nella scuola del monastero benedettino dell'Abbazia di Abingdon. Studiò all'Università di Oxford e all'Università di Parigi, dove divenne insegnante intorno al 1200, o poco prima.
Per sei anni studiò matematica e dialettica, dividendo il suo tempo tra Oxford e Parigi e guadagnandosi la stima degli studiosi per le sue ricerche sulla filosofia di Aristotele. Grazie anche all'influenza della devozione materna, il giovane Edmondo trascorse un periodo giovanile conducendo una vita molto parca e austera e non è quindi sorprendente se, annoiato dagli studi secolari, si avvicinò con maggiore entusiasmo agli studi teologici.
Dopo aver faticato per un certo periodo di tempo col mutamento del suo corso di studi, intraprese infine la sua nuova carriera di teologo fra il 1205 ed il 1210. Venne ordinato sacerdote, ottenendo il dottorato in teologia e ricevendo presto fama sia come teologo sia come predicatore. Dopo aver insegnato per un certo numero di anni la legge del Signore, Edmondo si disamorò della scolastica e lasciò la sua cattedra ad Oxford. Ironicamente, dopo la sua morte e canonizzazione, fu fondata un'accademia in suo nome nel luogo che lui stesso aveva abbandonato.
Tra il 1219 e il 1222 venne nominato vicario della parrocchia di Calne nel Wiltshire e tesoriere della cattedrale di Salisbury e mantenne l'incarico per undici anni, durante i quali si dedicò anche alla predicazione. Nel 1227, su richiesta di papa Innocenzo III, si adoperò per predicare in favore della Sesta Crociata in una vasta parte del territorio anglosassone.

### Arcivescovo di Canterbury
Nel 1233 giunse la notizia della sua nomina ad arcivescovo di Canterbury da parte di papa Gregorio IX. Il capitolo aveva già proposto il nome di tre candidati, che erano però stati tutti respinti dal pontefice, il quale propose il nome di Edmondo in segno di compromesso, forse come segno di stima per l'operato di quest'ultimo in favore delle Crociate. Edmondo venne consacrato il 2 aprile 1234. Prima della sua consacrazione egli si era politicamente legato alle attività dei fautori dell'indipendenza da Roma, in favore del rispetto della Magna Carta e dell'esclusione degli stranieri dagli uffici pubblici ed ecclesiastici.
In nome dei suoi compagni vescovi, ammonì re Enrico III d'Inghilterra, a Westminster, il 2 febbraio 1234, di seguire all'esempio di suo padre, re Giovanni. Una settimana dopo la sua consacrazione apparve nuovamente davanti al re con i baroni e i vescovi, questa volta minacciando di scomunica il sovrano, se si fosse rifiutato di cacciare i suoi consiglieri, in particolare Peter des Roches, vescovo di Winchester. Questa minaccia fu sufficiente. I discutibili favoriti furono cacciati, Hubert de Burgh (che avevano fatto imprigionare) venne rilasciato e si riconciliò con il re; presto l'arcivescovo venne inviato in Galles per negoziare la pace con il principe Llywelyn il Grande.
Nel 1237, allo scopo di minare l'autorità di Edmondo, Enrico indusse il papa a inviare il cardinale Otto come legato in Inghilterra. Attraverso numerose dispute con vescovi e monaci, per non parlare della rottura con il re e della scomunica di Simone V di Montfort e della sua sposa, Edmondo aveva reso difficile la propria posizione.

### Il conflitto con Roma
In veste di campione della Chiesa nazionale contro le rivendicazioni di Roma, Edmondo si trovò a schierarsi contro il papa. Nel dicembre del 1237, egli partì per Roma con la speranza di convincere il papa a prendere posizione a favore della riforma ecclesiastica. Tornò in Inghilterra senza aver conseguito alcun successo nell'agosto del 1238.
Se Edmondo scomunicava i suoi monaci, questi si appellavano a Roma e non prestavano attenzione alla sua censura. Trovandosi in contrasto ad ogni occasione, si sottomise alla fine alle richieste papali e all'inizio del 1240, sperando di vincere la causa contro i suoi monaci, pagò agli agenti del papa un quinto delle sue rendite, che erano state imposte per la guerra del papa contro Federico II di Svevia. Gli altri prelati inglesi seguirono il suo esempio.
Venne quindi la richiesta che 300 benefici ecclesiastici inglesi venissero assegnati ad altrettanti romani. Questo attacco ai diritti della Chiesa nazionale fu più di quanto Edmondo potesse tollerare. Nell'estate del 1240, sconfortato, si ritirò in Francia, nell'Abbazia di Pontigny, che era stata il rifugio dei suoi predecessori, Thomas Becket e Stephen Langton.

### Morte e canonizzazione
Morì pochi mesi dopo nella casa di un canonico agostiniano a Soisy-Bouy (90 km a sud-est di Parigi). A meno di un anno dalla sua morte, si parlava di miracoli avvenuti sulla sua tomba. Egli non fu comunque canonizzato fino a quando Enrico III non sollevò le sue obiezioni nel 1246. Pochi anni dopo venne consacrata la prima cappella a lui dedicata, St Edmund's Chapel, a Dover, dal suo amico Riccardo di Chichester (il che la rende l'unica cappella consacrata da un santo inglese in onore di un altro).

### Carattere, vita e opere
Edmondo è senz'altro una delle figure più carismatiche della storia medioevale. La sua vita fu piena di sacrificio e di dedizione al prossimo. Dalla giovinezza praticava l'ascetismo e per tutta la sua vita indossò una tela di sacco sulla pelle, pressata contro il corpo da lastre di metallo. Dopo aver dormito per poche ore senza togliersi gli indumenti, passava solitamente il resto della notte in preghiera e meditazione.

## Opere
Oltre alle sue Costituzioni, pubblicate nel 1236 (stampate nel Constitutiones Angliae di W. Lynwood, Oxford, 1679), scrisse anche Speculum ecclesiae (Londra, 1521; trad. inglese, 1527; ristampato in Bibliotheca veterum patrum di M. de la Bigne, Parigi, 1609).

## Congregazione di Sant'Edmondo
La storia della sua vita ispirò la formazione di una Società di Sant'Edmondo a Pontigny, in Francia, nel 1843 da parte del reverendo Jean Baptiste Muard per mantenere viva la memoria del santo attraverso una vita dedicata al prossimo. I membri della società si dedicarono all'attività parrocchiale, all'educazione dei giovani nei seminari e nei collegi, alla direzione delle associazioni di carità e alle missioni nei paesi del Terzo Mondo.
Membri della Società, con sede a Pontigny, fuggirono negli Stati Uniti nel 1889, quando che un diffuso anticlericalismo attanagliava la Francia. La Società di Sant'Edmondo si stabilì a Winooski Park, nel Vermont, e fondò nel 1904 il Saint Michael's College, dove le opere e i valori della vita di Sant'Edmondo si perpetuano per mezzo della realizzazione della missione del College. La casa madre originale è a Pontigny, ma dall'espulsione degli ordini religiosi il superiore generale risiede a Hitchin, in Inghilterra. All'inizio del XX secolo la congregazione aveva due case negli Stati Uniti: una casa missionaria e scuola apostolica a Swanton, nel Vermont, per la formazione di giovani uomini che desideravano studiare per il sacerdozio e la vita religiosa; e un college a Winooski, sempre nel Vermont, con 12 padri, 8 insegnanti e 100 allievi.

## Genealogia episcopale e successione apostolica
La genealogia episcopale è:
- Papa Lucio III
- Papa Alessandro III
- Arcivescovo Richard of Dover
- Arcivescovo Baldwin of Forde
- Arcivescovo Hubert Walter
- Vescovo William of Sainte-Mère-Église
- Vescovo Joceline of Wells
- Vescovo Roger Niger
- Arcivescovo Edmund of Abingdon

La successione apostolica è:
- Vescovo Ralph de Maidstone, O.F.M. (1234)
- Vescovo Robert Grosseteste (1235)
- Vescovo Hugh, O.P. (1235)
- Vescovo Richard (1237)
- Vescovo Richard Wendene (1238)
- Vescovo William de Raley (1239)
- Vescovo Hugh de Pateshull (1240)
- Vescovo Hywel ab Ednyfed (1240)